# Roland Grip
Roland Grip (* 1. Januar 1941 in Föllinge; † 9. Februar 2024) war ein schwedischer Fußballspieler und -trainer.

## Laufbahn
Grip spielte in seiner Jugend bei Bräcke SK. 1962 wechselte der Abwehrspieler zu IFK Östersund in die dritte Liga. Nach zwei Spielzeiten ging er 1964 zu AIK Solna in die Allsvenskan. Für den Klub bestritt er bis 1970 106 Erstligaspiele. Dabei gelangen ihm drei Tore. 1971 unterschrieb er beim Zweitligisten IK Sirius. Mit dem Klub gelang ihm 1972 der Aufstieg in die Allsvenskan, nach zwei Spielzeiten musste man jedoch wieder absteigen. Hier bestritt er 50 Erstligaspiele und erzielte fünf Tore. 1976 ließ er seine Laufbahn bei SK Iron ausklingen. 1980 bis 1982 übernahm er den Trainerposten beim Verein.
Grip war schwedischer Nationalspieler. Er spielte 55 Mal für die Landesauswahl und nahm an den Weltmeisterschaften 1970 und 1974 teil.

## Nachweise
1. ↑  Roland Grip har somnat in lugnt och stilla vom 9. Februar 2024 bei unt.se

| Personendaten    | Personendaten                            |
| ---------------- | ---------------------------------------- |
| NAME             | Grip, Roland                             |
| KURZBESCHREIBUNG | schwedischer Fußballspieler und -trainer |
| GEBURTSDATUM     | 1. Januar 1941                           |
| GEBURTSORT       | Föllinge                                 |
| STERBEDATUM      | 9. Februar 2024                          |